# USS Ling (SS-297)
L' USS Ling (SS/AGSS/IXSS-297) est un sous-marin de classe Balao de l'United States Navy, du nom du poisson-lingue. Le navire est désormais échoué dans la rivière Hackensack à l'emplacement de l'ancien New Jersey Naval Museum à Hackensack, New Jersey, en attente d'un nouveau lieu pour l'accueillir. Il est inaccessible au public,.

## Historique
Après son lancement et ses essais en mer à partir du 15 septembre 1945, Ling rejoint la base navale de New London dans le Connecticut jusqu'à ce qu'il navigue le 11 février 1946 pour la zone du canal de Panama. Il a opéré du Panama jusqu'au 9 mars, puis à rejoint sa base navale le 26 octobre 1946 et est entré dans l'United States Navy reserve fleets.
En mars 1960, Ling a été remorqué à Brooklyn, où il a été converti en navire-école au New York Navy Yard, simulant tous les aspects des opérations sous-marines. Il a été reclassé sous-marin auxiliaire (AGSS-297) en 1962.
Ling a reçu une Service star pour le service de la Seconde Guerre mondiale et a été reclassé sous-marin divers non classé (IXSS-297) et rayé du registre naval le 1er décembre 1971.

## Navire musée

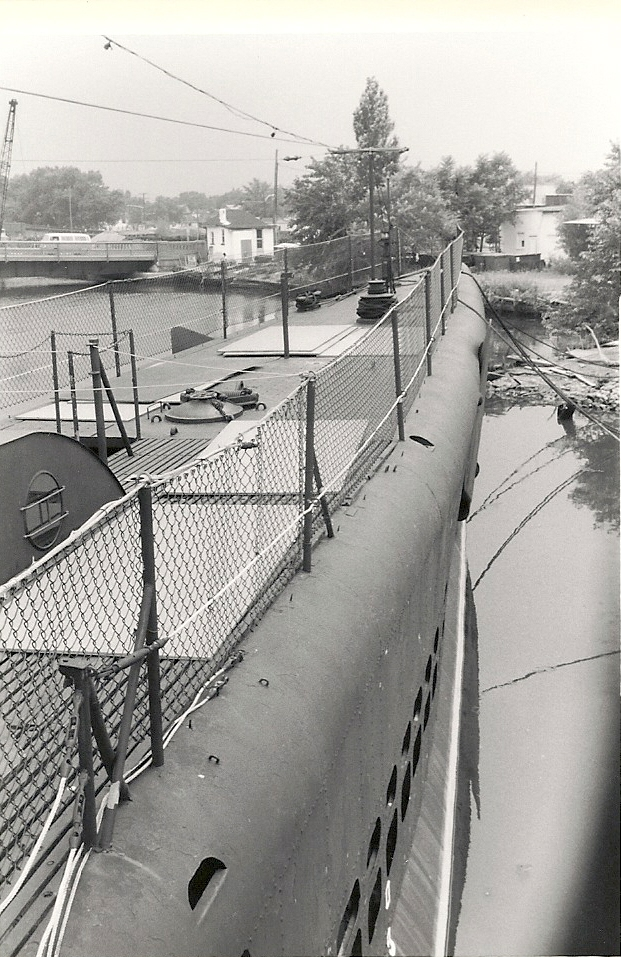
Vue du pont de l'USS Ling dans le port de Hackesackn, New Jersey

Six mois plus tard, il a été donné à la Submarine Memorial Association, une organisation à but non lucratif créée en 1972 dans le but de sauver Ling de la casse. L'US Navy a amené le bateau  en janvier 1973 à Hackensack pour servir de mémorial. De nombreux citoyens et entreprises ont consacré du temps, des services professionnels et des fonds à la restauration de Ling. Il est devenu la pièce maîtresse du New Jersey Naval Museum à Hackensack, New Jersey.
De 1972 jusqu'à la fermeture du New Jersey Naval Museum, le musée avait payé un dollar par an pour louer son site au bord de la rivière. En janvier 2007, le North Jersey Media Group, propriétaire du site, a informé le musée que le site allait être vendu pour être réaménagé dans l'année et que le musée et le sous-marin devraient être déplacés.
En septembre 2013, le musée lui-même a été fermé en raison des dommages causés en 2012 par l'ouragan Sandy. Le musée a de nouveau fermé pour des réparations d'urgence fin juillet 2015. Le musée devait quitter la propriété en août 2018. À la mi-août 2018, la coque de l'USS Ling s'est rouillée, inondant le navire de plusieurs pieds d'eau saumâtre. On croyait à l'origine qu'il avait été coulé par des vandales, mais cela s'est révélé faux une fois que des efforts ont été faits pour le remettre à flot. L'USS Ling est travaillé par un nouveau groupe de volontaires qui a fait réparer les brèches de la coque et le navire flotte à nouveau dans la rivière Hackensack. Sa destination finale est encore inconnue car les plans initiaux ont échoué. Il n'est pas prévu de permettre à l'USS Ling d'être mis au rebut ou de se détériorer davantage. Des efforts sont faits pour lui trouver un nouveau lieu d'exposition.